# San Prisco
 San Prisco  község (comune) Olaszország Campania régiójában, Caserta megyében.

## Fekvése
A megye délkeleti részén fekszik, Nápolytól 30  km-re északra, Caserta városától 5 km-re északnyugati irányban. Határai: Capua, Casagiove, Casapulla, Caserta, Curti és Santa Maria Capua Vetere.

## Története
A település eredetére vonatkozóan nincsenek pontos adatok. Valószínűleg az ókorban már létezett, mint a Via Appia egyik állomása. A következő századokban nemesi birtok volt Capua részeként. A 19. században nyerte el önállóságát, amikor a Nápolyi Királyságban felszámolták a feudalizmust. 1928 és 1946 között Santa Maria Capua Vetere része volt. 

## Népessége
A népesség számának alakulása:

## Főbb látnivalói
- San Prisco-templom
- egy római kori mauzóleum romjai